# Kościół Niepokalanego Poczęcia Najświętszej Maryi Panny w Ludomach
Kościół Niepokalanego Poczęcia Najświętszej Maryi Panny w Ludomach – rzymskokatolicki kościół filialny znajdujący się we wsi Ludomy, w województwie wielkopolskim, gminie Ryczywół. Należy do miejscowej parafii św. Jana Chrzciciela. 
Kościół stoi na skraju parku dworskiego z XVIII/XIX wieku. Został wzniesiony w 1910 w stylu neorenesansowym dla ludomskiej społeczności protestanckiej. 

## Historia
W okresie II Rzeczypospolitej kościół był we władaniu parafii należącej do superintendentury Oborniki-Chodzież Ewangelickiego Kościoła Unijnego.

## Architektura
Świątynia jest jednonawowa z wbudowaną w bryłę niską, czworoboczną wieżą, którą wieńczy cebulasty hełm. Kościół tworzy całość architektoniczną z dawnymi zabudowaniami parafialnymi. Obecnie jest nieczynny dla celów religijnych.